# 上市站
上市站（日语：／ Kamiichi eki */?）是隸屬於富山地方鐵道的鐵路車站，車站編號為T12，座落於富山縣中新川郡上市町內，是町內的中心車站。本站是採用折返式鐵路模式的車站，任何一方開出的列車，到達本站後都必須改變行車方向才能繼續前往目的地，因此成為所有等級列車的全停站。
本站採用折返式鐵路的行駛方式，原因和位於北海道的遠輕站情況相同，最初是源於來自兩條完全不同的路線，後來經過路線重組、公司整合的狀況下，最終合成變為一條路線，所以在營運上便出現了這樣的狀況。

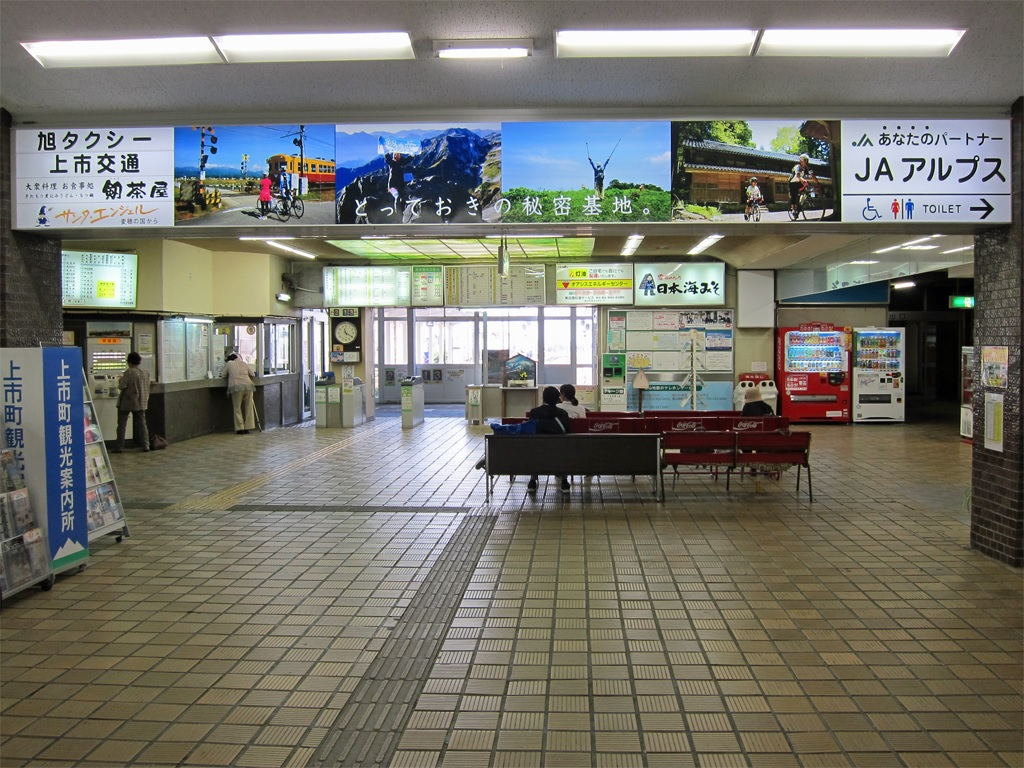
車站內部（2018年10月）

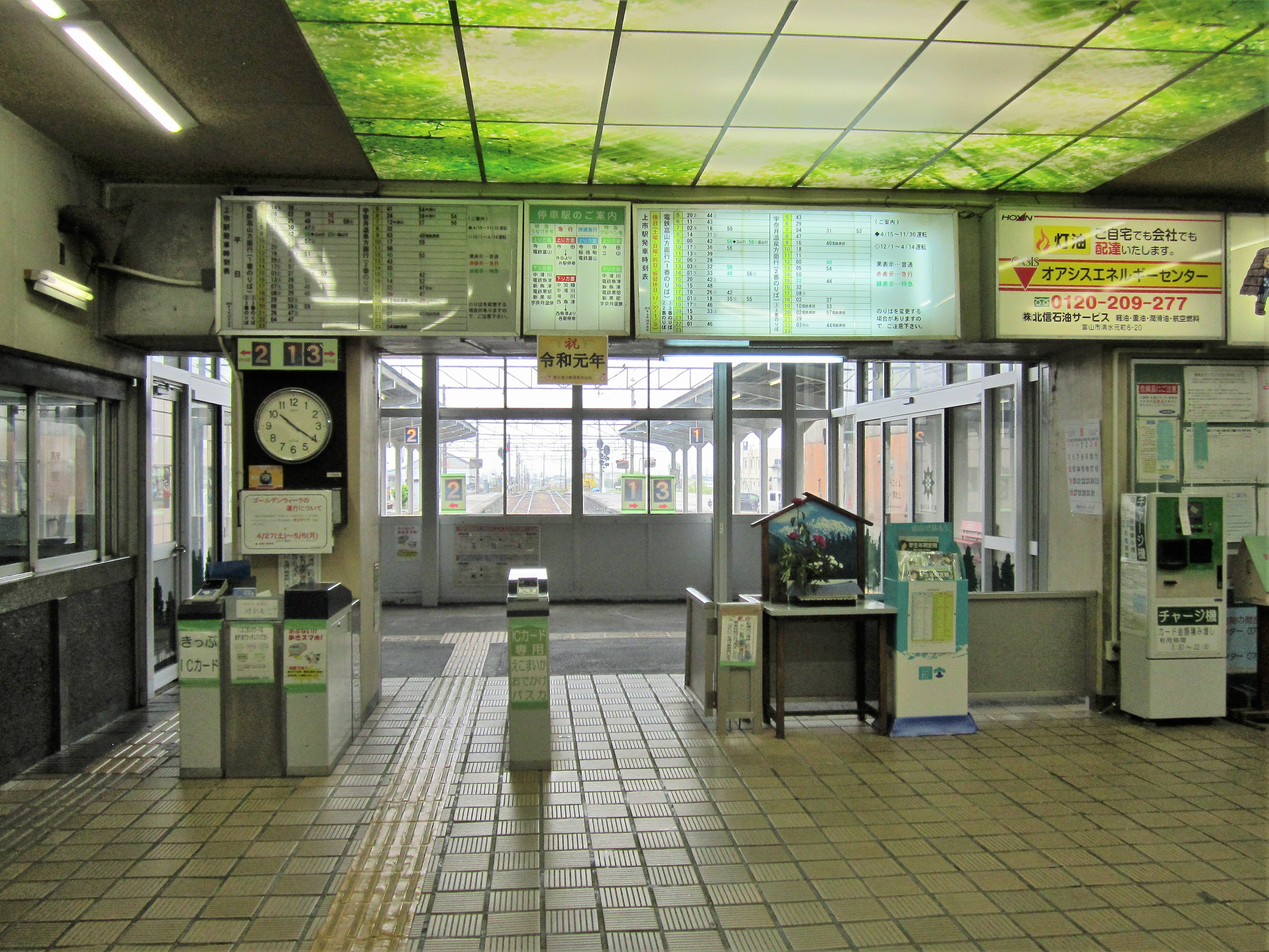
驗票口（2019年5月）

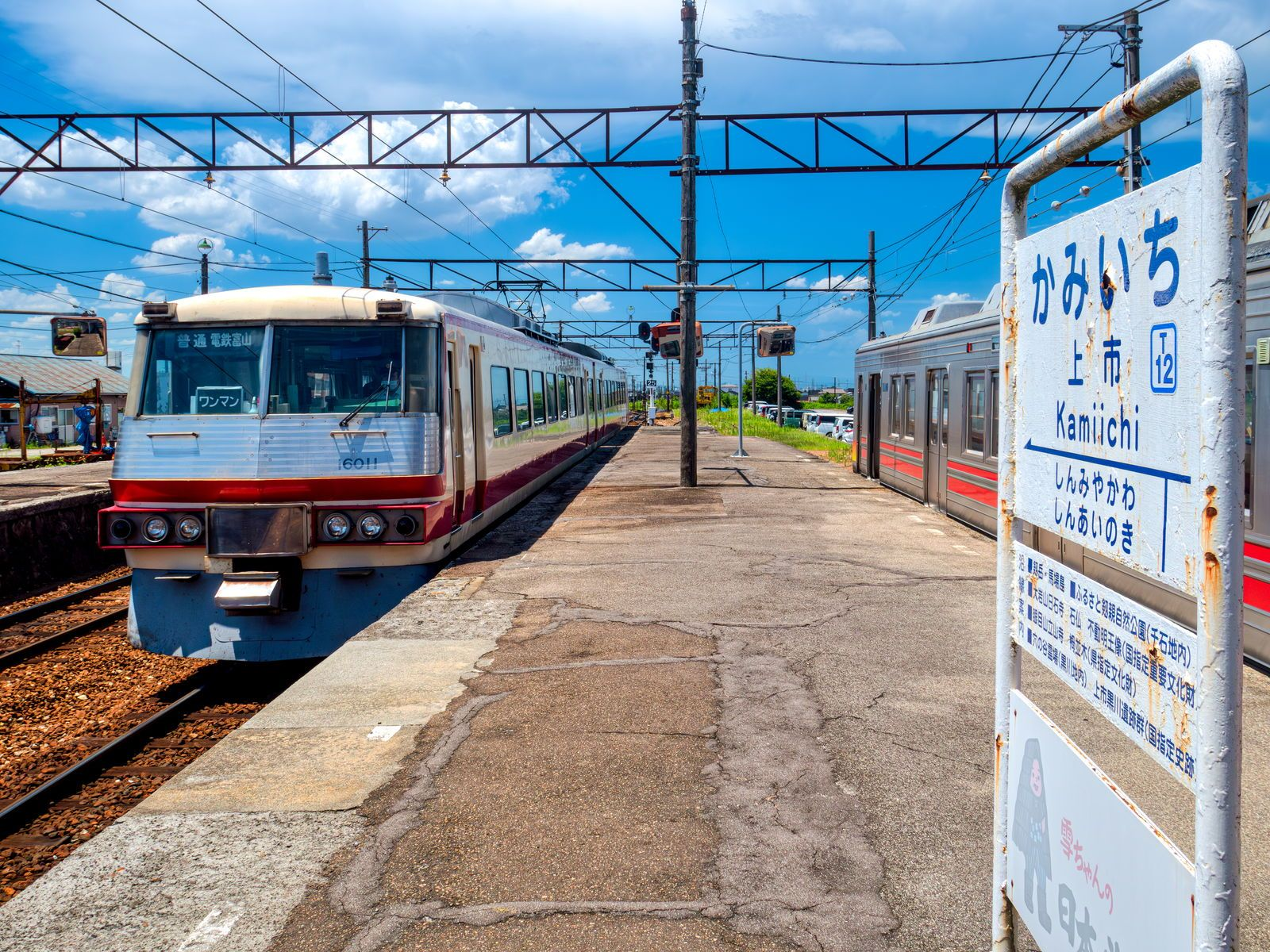
月台（2023年8月）

## 歷史
- 1913年6月25日：立山輕便鐵道 滑川站 - 五百石站開通，採用762mm軌距、蒸氣火車行駛，本站（第一代，位於現站房以北約400米）為中途站[2]。
- 1917年6月25日：立山輕便鐵道改名為立山鐵道。
- 1931年：

- 3月20日：富山電氣鐵道與立山鐵道合併。
- 8月15日：富山電氣鐵道富山田地方站（即現時電鐵富山站與稻荷町站之間）- 上市站（現站、第二代）開通，採用1067mm、1500V電化列車行駛。（此上市站與原來立山鐵道的上市站位置並不相同）
- 11月6日：富山電氣鐵道上市站 - 滑川站電化路段開業，同日起原立山鐵道的蒸氣火車由新宮川站至本站的一段廢線。
- 11月7日：富山電氣鐵道上市站（新、第三代，位於本站向東約600米） - 本站伸延，本站改稱為「上市口站」。

- 1932年12月20日：原立山鐵道五百石站至本站廢線，第一代上市站廢站。
- 1943年：

- 1月1日：富山縣內所有鐵道會社合併於富山電氣鐵道下，改名為「富山地方鐵道」。
- 11月11日：上市口站 - 上市站廢線，第三代上市站廢站，本站復稱為上市站。

- 1947年11月1日：站房重建
- 1972年

- 6月：站房重次重建。
- 11月23日：重建完成，即現時使用中的站房。

- 2019年3月16日：增設車站編號[4]。

## 利用人數
2016年的1日平均出入人次為1,837人。而根據「富山縣統計年鑑」，各年的數字如下：
| 年度   | 1日平均出入人數 |
| ------ | --------------- |
| 1995年 | 3,338           |
| 1996年 | 3,158           |
| 1997年 | 2,846           |
| 1998年 | 2,642           |
| 1999年 | 2,468           |
| 2000年 | 2,343           |
| 2001年 | 2,236           |
| 2002年 | 2,101           |
| 2003年 | 1,869           |
| 2004年 | 1,820           |
| 2005年 | 1,863           |
| 2006年 | 1,922           |
| 2007年 | 1,948           |
| 2008年 | 1,898           |
| 2009年 | 1,768           |
| 2010年 | 1,855           |
| 2011年 | 1,897           |
| 2012年 | 1,933           |
| 2013年 | 1,709           |
| 2014年 | 1,745           |
| 2015年 | 1,813           |
| 2016年 | 1,837           |
| 2017年 | 1,876           |

## 相鄰車站
富山地方鐵道
■本線
特急「宇奈月」、「阿爾卑斯」
寺田（T08）－上市（T12）－中滑川（T17）
平日一班上行快速急行
寺田（T08）←  上市（T12） ← 中加積（T14）
其他急行
寺田（T08）—  上市（T12） — 新宮川（T13）
普通
新相之木（T11）－上市（T12）－新宮川（T13）

## 外部連結
- 富山地方鐵道上市站公式網頁。 （页面存档备份，存于）（日語）